# Torpedowce typu Nordkaperen
Torpedowce typu Nordkaperen – duńskie torpedowce z lat 90. XIX wieku. W latach 1892–1894 w stoczni Orlogsværftet w Kopenhadze zbudowano dwa okręty tego typu. Jednostki weszły w skład Kongelige Danske Marine w latach 1893–1894, a z listy floty skreślono je w 1920 roku.

## Projekt i budowa
Torpedowce 1. klasy typu Nordkaperen były pierwszymi okrętami tej klasy zbudowanymi w Danii z krajowych materiałów . Jednostki powstały w stoczni Orlogsværftet w Kopenhadze . Stępki okrętów położono w latach 1892–1893, a zwodowane zostały w 1893 roku .
| Okręt         | Stocznia      | Początek budowy | Wodowanie        | Wejście do służby | Los           |
| ------------- | ------------- | --------------- | ---------------- | ----------------- | ------------- |
| „Nordkaperen” | Orlogsværftet | 1892            | 15 kwietnia 1893 | czerwiec 1893     | wycofany 1920 |
| „Makrelen”    | Orlogsværftet | 1893            | 2 grudnia 1893   | 1894              | wycofany 1920 |

## Dane taktyczno–techniczne
Okręty były torpedowcami o długości całkowitej 42,5 metra, szerokości całkowitej 4,34 metra i zanurzeniu 2,22 metra . Wyporność pełna wynosiła 127 ton . Okręty napędzane były przez pionową maszynę parową o mocy 1300 KM, do której parę dostarczały dwa kotły lokomotywowe . Maksymalna prędkość napędzanych jedną śrubą jednostek wynosiła 19 węzłów . Okręty zabierały 16 ton węgla.
Uzbrojenie artyleryjskie jednostek składało się z dwóch pojedynczych działek rewolwerowych kalibru 37 mm M1875 L/17 . Okręty wyposażone były w dwie dziobowe wyrzutnie torped kalibru 450 mm oraz podwójny aparat torpedowy kalibru 381 mm .
Załoga pojedynczego okrętu składała się z 20 oficerów, podoficerów i marynarzy .

## Służba
„Nordkaperen” i „Makrelen” zostały wcielone do służby w Kongelige Danske Marine w latach 1893–1894 . W 1918 roku oznaczenia okrętów zmieniono odpowiednio na T7 i T6, a w 1920 roku na P3 i P2 . Jednostki zostały wycofane ze służby w 1920 roku .